# باركر تي هارت
باركر تي هارت (بالإنجليزية: Parker T. Hart)‏ هو دبلوماسي أمريكي، ولد في 28 سبتمبر 1910، وتوفي في 1997.

## وصلات خارجية
- باركر تي هارت على موقع إن إن دي بي (الإنجليزية)